# Joaquim Muntañola i Puig
Joaquim Muntañola i Puig   (Barcelona, 9 d'abril de 1914 - Barcelona, 5 de març de 2012) va ser un dibuixant d'humor, comediògraf, publicista i escriptor català.

## Biografia
Va començar a dibuixar i a escriure a la revista En Patufet i en altres publicacions d'abans de la guerra, com El Be Negre, TBO, Lecturas o Papitu, utilitzant el pseudònim Kim.
Fou un dels creadors més populars de la postguerra, tot dibuixant a La Vanguardia, El Correo Catalán, El Mundo Deportivo, Barcelona Deportiva, Vida Deportiva, Dicen, i a moltes altres publicacions, com Don Balón, La PZ, Tururut!, El Tío Vivo, o el TBO, on creà entre altres el personatge "Josechu el Vasco".
Dirigí la publicació infantil Atalaya i dibuixà pel·lícules de dibuixos animats juntament amb Josep Escobar, protagonitzades pel Faquir Gonzàlez. Associat amb Francesc Rovira-Beleta produí també diversos curts d'animació publicitaris.
Es feu enormement popular dibuixant cada dia un acudit gegant en una tanca a la plaça de Catalunya de Barcelona i per les seves conferències còmiques a la ràdio. Ha escrit novel·les, articles i contes, obres de teatre de gran èxit -com "En Baldiri de la costa", "Ronyons de recanvi" o "Ja tenim sis-cents"-, ha realitzat grans campanyes de publicitat i ha fet guions ("Charlestón") i títols de crèdit ("Once pares de botas") per a pel·lícules de cinema.
Distingit amb la Creu de Sant Jordi l'any 2000, fins a l'any 2006 va col·laborar setmanalment en dos programes de Catalunya Ràdio.
L'any 2006 inaugurà l'exposició retrospectiva "Muntañola, l'art de riure, l'art de viure", amb els comissaris Jaume Capdevila (Kap) i Néstor Macià i el 2007 fou guardonat amb el Premi d'Humor Gat Perich a la seva trajectòria com a humorista gràfic.
L'any 2008 va escriure un llibre d'anècdotes de la seva vida, il·lustrades amb dibuixos seus (La memòria fa pessigolles, Angle Editorial, 2008).
Morí el 5 de març de 2012 a Barcelona (Barcelonès), a l'edat de noranta-set anys. L'estiu del mateix any la Biblioteca de Catalunya li va dedicar una exposició pòstuma. En aquesta exposició es van mostrar dibuixos i textos de Muntañola seleccionats per àmbits: premsa, llibres, teatre, publicitat i dibuixos originals i auques. Llibres de narracions, cròniques de viatges, obres de teatre, cartells, fulletons publicitaris, auques, vinyetes i dibuixos per a la premsa.